# جامشيدبور جوبيشوار
جامشيدبور جوبيشوار عادة ما يُعرف ببساطة باسم جوبيشوار، كان سياسيًا ونقابيًا تجاريًا هنديًا.
وُلِد جوبيشوار في رامبور بمنطقة صحارسا، ودرس في جامعة باتنا. أيد استقلال الهند، وشارك في الحركة الطلابية منذ عام 1940، ثم أصبح من أنصار غاندي. في عام 1948 أصبح مديرًا للمعهد النموذجي في بهاجالبور، ثم أصبح ناشطًا في الحركة العمالية. من عام 1950 حتى عام 1954 خدم في المجلس الاستشاري المركزي للعمل بولاية بيهار.
بدأ جوبيشوار العمل في صناعة الصلب، وانتخب للعديد من المناصب النقابية ذات الصلة، بما في ذلك سكرتير الاتحاد الهندي الوطني لعمال المعادن، ونقابة عمال ثلكو، ونقابة عمال الحديد والصلب بورنبور، ورئيس نقابة عمال شركة تيوب، ونقابة عمال تنبلات في جامشيدبور، ونقابة عمال مناجم غوا، ونقابة عمال الصلب هندوستان في دورجابور.
كان جوبيشوار من مؤيدي المؤتمر الوطني الهندي، وانتخب لتمثيل جامشيدبور في الانتخابات التشؤيعية الثامنة. من عام 1987 حتى عام 1997 شغل منصب الأمين العام للمؤتمر الوطني لنقابات العمال الهندية، وكان نشطًا أيضًا على المستوى الدولي. من عام 1982 كان نائب رئيس الاتحاد الدولي لنقابات العمال الحرة، وكان الزعيم المؤسس لمجلس نقابات عمال جنوب آسيا الإقليمي في عام 1988، من 1989 إلى 1994 كان رئيسًا للاتحاد الدولي لنقابات العمال الحرة لمنطقة آسيا والمحيط الهادئ.